# Dipyrocetyl
Dipyrocetyl là một loại thuốc dược phẩm được sử dụng làm thuốc giảm đau và hạ sốt.